# Ужинова, Елизавета Петровна
Елизавета Петровна Ужинова — советский учёный, государственный и политический деятель, доктор медицинских наук, профессор, Заслуженный деятель науки РСФСР.

## Биография
Родилась в 1913 году в деревне Торхово. Член КПСС.
С 1929 года — на хозяйственной, общественной и политической работе. В 1929—1946 гг. — медсестра амбулатории химзавода станции Волга Некоузского района Ярославской области, участница Великой Отечественной войны, командир терапевтического отделения армейского полевого подвижного госпиталя, ассистент, доцент, заведующая кафедрой инфекционных заболеваний, проректор по научной работе Ивановского медицинского института.
Делегат XXIII съезда КПСС.
Лауреат премии им. Т. И. Шувандиной.
Почётный гражданин Иванова.
Умерла в Иванове в 1992 году.